# Kosovo Polje
Kosovo Polje (in albanese Fushë Kosovë; in serbo Косово Поље?, Kosovo Polje) è una città del Kosovo centrale. Dista 6 chilometri in linea d'aria da Pristina.

## Storia

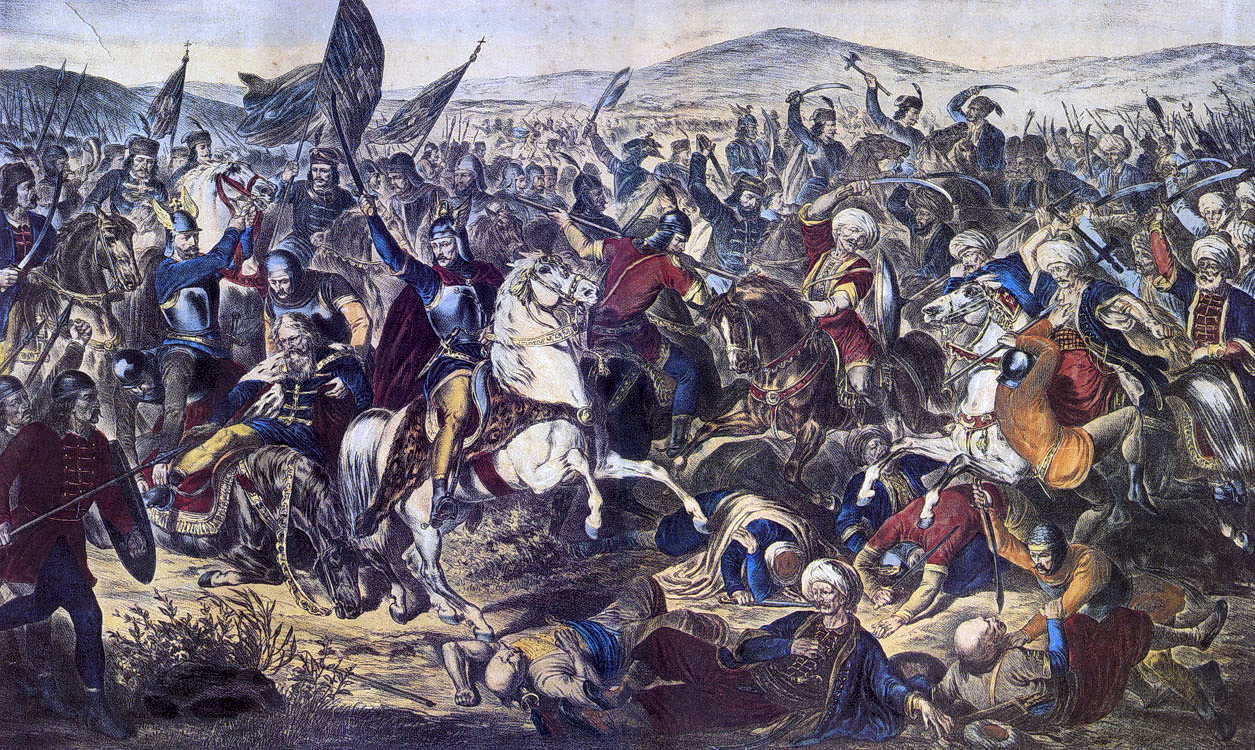
Battaglia del Cossovo.

La città prende il nome dalla Piana dei Merli (in serbo, appunto, Kosovo Polje), al cui centro si trova la città. La piana è famosa nella storia per le due battaglie che quivi sono state combattute per fermare la penetrazione ottomana nel territorio balcanico:
- la Prima battaglia del Kosovo, nota anche come battaglia della Piana dei Merli, che nel 1389 vide contrapporsi una coalizione cristiana (Regno di Bosnia e Serbia Moravica) e l'esercito ottomano
- la Seconda battaglia del Kosovo, combattuta nel 1448, nella quale si scontrarono una seconda coalizione cristiana (a guida ungherese) e le milizie ottomane.

Questi due eventi, specialmente il primo, ricoprirono fin da subito un ruolo centrale nella poesia epica serba, diventando a tutti gli effetti parte integrante della mitologia nazionale.
Nella città ha sede la base della Multinational Specialized Unit di KFOR, unità a guida italiana composta da militari dell'Arma dei Carabinieri.

## Geografia antropica

### Suddivisioni amministrative
La municipalità si divide nei seguenti villaggi:
- Ariljača
- Batuse
- Bresje
- Velika Slatina
- Veliki Belaćevac
- Vragolija
- Gornje Dobrevo
- Dobri Dub
- Donje Dobrevo
- Donji Grabovac
- Ence*
- Kosovo Polje
- Kuzmin
- Mala Slatina
- Mali Belaćevac
- Nakarade
- Pomazatin
- Ugljare.

## Società

### Evoluzione demografica
| Composizione etnica |          |   |       |   |        |   |          |   |      |   |         |   |          |   |        |   |        |
| Anno/Etnia          | Albanesi | % | Serbi | % | Turchi | % | Bosniaci | % | Roma | % | Ashkali | % | Egiziani | % | Gorani | % | Totale |
| 2011                | 30 274   |   | 321   |   | 62     |   | 33       |   | 436  |   | 3 230   |   | 282      |   | 15     |   | 34 827 |